# اوربان یکم

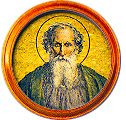

پاپ اوربان یکم (به انگلیسی: Pope Urban I) یکی از پاپ‌های کلیسای کاتولیک رم بود که در رم به دنیا آمد و بین سال‌های ۲۲۲ تا ۲۳۰ میلادی پاپ بود.